# Lucius Calpurnius Piso Caesoninus (consul en -15)
Pour les articles homonymes, voir Calpurnius Piso.
Lucius Calpurnius Piso (né en 48 av. J.-C. et mort en 32 ap. J.-C.), dit « le Pontife », est un homme politique et général des débuts de l'Empire romain. Il est le fils de Lucius Calpurnius Piso Caesoninus, consul en 58 av. J.-C., et le frère de Calpurnia Pisonis, la quatrième épouse de Jules César.
Il devient un confident des empereurs Auguste et Tibère. Sa charge de pontife est utilisée par ses contemporains pour le différencier de son homonyme Lucius Calpurnius Piso (en), dit « l'Augure ».
Il est fait consul en 15 av. J.-C., probablement peu de temps avant d'être proconsul dans la province de Mediolanum, où il est juge dans des procès.
Selon Dion Cassius, il est ensuite gouverneur de la province romaine de Pamphylie dans les années 13/11 av. J.-C. Cette province inclut probablement la Galatie. En 11 av. J.-C., il est envoyé en Thrace comme légat pro-préteur pour lutter contre les Besses qui ont vaincu Rhémétalcès Ier et tué Rhescuporis II, roi de Thrace et allié de Rome, et envahi ses territoires. Vaincu dans un premier combat, il réussit à reprendre l'avantage et à vaincre les Besses et leurs alliés. Il mettra cependant trois années pour pacifier la région et mettre définitivement fin à la révolte. Pour ses succès, le Sénat lui octroie les honneurs du triomphe (ornamenta triumphalia),.
Il a peut-être aussi été proconsul d'Asie et légat de Syrie. De 13 à 32, il est Préfet de Rome, et il est un conseiller de confiance tant d'Auguste que de Tibère. Il est membre du collège pontifical et de la confrérie des Frères Arvales. Il meurt en 32 et il est honoré avec des funérailles d'état.
Les réalisations et l'indépendance de Piso ont été hautement considérées. Horace lui dédicace son Ars poetic. Antipatros de Thessalonique lui dédicace de nombreuses épigrammes. Sénèque dresse quant à lui de Piso un portrait peu flatteur : « Pison [...] ne cessa d’être ivre du jour de son entrée en charge, passant la plus grande partie de la nuit en festins, et ne s’éveillant que vers la sixième heure (midi), où commençait sa matinée » ou encore « laissait dans Rome plus d’un sujet de soupçon et d’ombrage. »

### Sources antiques
- Dion Cassius (Trad. Étienne Gros), Histoire romaine, éd. Didot, Paris, 1864 (lire en ligne), livre LIV.
- Tacite (Trad. Jean-Louis Burnouf), Les Annales, 1859 (lire en ligne), livre VI.
- Sénèque (Trad. Joseph Baillard), Lettres à Lucilius (lire en ligne), lettre 83.